# West-Europese Tijd
| lichtblauw | West-Europese Tijd (UTC+0)                                     |
| blauw      | West-Europese Tijd (UTC+0) West-Europese zomertijd (UTC+1)     |
| roze       | Midden-Europese Tijd (UTC+1)                                   |
| rood       | Midden-Europese Tijd (UTC+1) Midden-Europese zomertijd (UTC+2) |
| geel       | Kaliningradtijd (UTC+2)                                        |
| goud       | Oost-Europese Tijd (UTC+2) Oost-Europese zomertijd (UTC+3)     |
| groen      | Moskoutijd (UTC+3)                                             |

West-Europese Tijd (WET) is een tijdzone die gelijkloopt met de UTC. Delen van West-Europa, Noord-Europa en Zuid-Europa vallen in deze tijdzone. 
Deze tijdzone besloeg oorspronkelijk het gebied van 7,5° westerlengte tot 7,5° oosterlengte, maar België, Luxemburg en Frankrijk, landen die in dit gebied vallen, zijn tijdens de Duitse bezetting in de Tweede Wereldoorlog overgegaan naar de Midden-Europese Tijd. Ook Spanje was als bondgenoot van Duitsland toen overgegaan naar de voornoemde tijdzone ondanks dat het noordwestelijk gedeelte reikt tot 9° westerlengte. Alhoewel Nederland ook in dit gebied lag hanteerde het Amsterdamse tijd die ca. 20 minuten voorliep op West-Europese tijd en 40 minuten achter op Midden-Europese tijd maar ook hier voerde de Duitse bezetter Midden-Europese tijd in. 

## Landen
De landen en territoria die in het geheel West-Europese Tijd hanteren, zijn:
- Faeröer
- Ierland
- Kanaaleilanden
- Man
- Verenigd Koninkrijk
- IJsland

Landen waarin de West-Europese tijd op een deel van het grondgebied gehanteerd wordt:
- Groenland (omgeving van Danmarkshavn)
- Portugal (vasteland en de Madeira-archipel)
- Spanje (Canarische Eilanden)

Op IJsland na gebruiken deze landen in de zomermaanden de West-Europese Zomertijd. Veel landen in West-Afrika vallen onder dezelfde tijdzone, doch deze wordt daar geen West-Europese Tijd genoemd.
Europese landen die geografisch binnen de West-Europese tijdzone liggen, maar de Midden-Europese Tijd gebruiken, zijn:
- Andorra
- België
- Frankrijk
- Luxemburg
- Monaco
- Nederland
- Spanje